# Baterija na rastaljenu sol
Baterija na rastopljenu sol, vrsta baterije kojoj je rastopljena sol elektrolit i pruža joj i visoku gustoću energije i visoku gustoću snage. Tradicijske nepunjive termalne baterije može se pohraniti u krutom stanju pri sobnoj temperaturi na duže vrijeme sve dok ih ne aktivira zagrijavanje. Punjive baterije na tekući metal primjenjuje se u električnim vozilima i potencijalno također za skladištenje energije iz električne mreže, radi uravnoteženja intermitentnih izvora obnovljive energije kao što su solarni paneli i vjetroturbine na energiju vjetra. Termalne baterije datiraju iz Drugoga svjetskog rata kad je njemački znanstvenik Georg Otto Erb razvio praktične članke uporabivši mješavinu soli kao elektrolit.
Poslije rata Erba je ispitala britanska obavještajna služba i rad mu je zabilježen u The Theory and Practice of Thermal Cells. Informacije je proslijeđena u SAD u United States Ordnance Development Division Nacionalnog ureda za standarde.
Rastaljene soli se koriste kao elektrolit kad se želi izbjeći reakciju s anodom, što se čini u kombinaciji s anodom od litija.